# Paulus Brunoni
Paulus Brunoni (1807 - 1877) là một Thượng phụ người Síp của Giáo hội Công giáo Rôma. Ông nguyên là Thượng phụ Hiệu tòa Tòa Thượng phụ Antioch, nghi lễ Latinh Rôma. Trước đó, ông còn giữ trách vị là Đại diện Tông Tòa Hạt Đại diện Tông Tòa Alep. Ông cũng là một nghị phụ tham dự Công đồng Vatican I tổ chức vào hai năm 1869 và 1870.

## Tiểu sử
Thượng phụ Paulus Brunoni sinh ngày 1 tháng 6 năm 1807 tại Larnaca, thuộc Tổng giáo phận Cipro, nghi lễ Maronite, thuộc đất nước Síp. Sau quá trình tu học dài hạn tại các cơ sở chủng viện theo quy định từ phía Giáo luật, năm 1830, Phó tế Brunoni, 23 tuổi, tiến đến việc được truyền chức linh mục.
Sau hơn 22 năm thực thi các hoạt động mục vụ với quyền hạn và trách nhiệkm của một linh mục, ngày 12 tháng 7 năm 1853, tin tức được loan đi từ phía Tòa Thánh rằng Giáo hoàng đã tuyển chọn linh mục Paulus Brunoni, 46 tuổi, gia nhập vào hàng ngũ các giám mục trên toàn thế giới, với vị trí được sắp xếp là Đại diện Tông Tòa Hạt Đại diện Tông Tòa Alep và danh hiệu Giám mục Hiệu tòa Tharona. Lễ tấn phong cho vị giám mục tân cử được gấp rút tổ chức tại Propaganda, Roma, Giáo phận Roma, thuộc Italia sau đó chỉ 5 ngày, với phần nghi thức truyền chức chính yếu được cử hành các trọng thể bởi 3 giáo sĩ cấp cao. Chủ phong cho tân giám mục là Hồng y Giacomo Filippo Fransoni, Tổng trưởng Thánh bộ Truyền giáo Phúc âm [sau là Loan báo Phúc âm cho các Dân tộc]. Hai vị còn lại với vai trò phụ phong, gồm có Tổng giám mục Stefano Scerra, Tổng giám mục Hiệu tòa Ancyra và Tổng giám mục Giovanni Battista Rosani, Sch. P., Nguyên Chủ tịch Hội đồng Giáo hoàng về Kinh tế.
Mười lăm năm sau khi được chọn làm một Giám mục Đại diện Tông Tòa, ngày 25 tháng 6 năm 1868, Tòa Thánh thông báo chọn Giám mục Paulus Brunoni làm Thượng phụ, cụ thể chức danh là Thượng phụ Hiệu tòa Antioch, nghi lễ Rôma-Latinh. Sau khi làm thượng phụ, ông cũng tham dự Công đồng Vatican I, diễn ra trong hai năm, từ năm 1869 đến 1870. Ông qua đời sau khi làm Thượng phụ 9 năm, vào ngày 2 tháng 1 năm 1877, hưởng thọ 70 tuổi.